# خط طول 55° غرب
خط طول 55° غرب هو أحد خطوط الطول الجغرافية، والتي تمتد من القطب الشمالي الجغرافي إلى القطب الجنوبي الجغرافي، وحسب التحويل الزمني يتأخر خط طول 55° غرب عن خط غرينتش بـ3 ساعات و40 دقيقة.

## من القطب إلى القطب
ينطلق خط طول 55° غرب من القطب الشمالي نحو القطب الجنوبي مرورا بالمناطق التي ترد في الجدول التالي:
| الإحداثيات                         | البلد أو الإقليم أو البحر | ملاحظات |
| ---------------------------------- | ------------------------- | --- |
| 90°0′N 55°0′W / 90.000°N 55.000°W  | المحيط المتجمد الشمالي    | |
| 83°36′N 55°0′W / 83.600°N 55.000°W | بحر لنكولن                | |
| 82°20′N 55°0′W / 82.333°N 55.000°W | جرينلاند                  | |
| 71°26′N 55°0′W / 71.433°N 55.000°W | خليج بافن                 | |
| 70°29′N 55°0′W / 70.483°N 55.000°W | جرينلاند                  | Qeqertarsuatsiaq Island                                                                                         |
| 70°24′N 55°0′W / 70.400°N 55.000°W | خليج بافن                 | |
| 70°0′N 55°0′W / 70.000°N 55.000°W  | مضيق دافيس                | مرورا بغرب جزيرة ديسكو, جرينلاند (في 69°42′N 54°59′W / 69.700°N 54.983°W)                                       |
| 60°0′N 55°0′W / 60.000°N 55.000°W  | المحيط الأطلسي            | بحر لبرادور An unnamed part of the Ocean Notre Dame Bay                                                         |
| 49°33′N 55°0′W / 49.550°N 55.000°W | كندا                      | نيوفاوندلاند واللابرادور — the Exploits Islands و the جزيرة نيوفاوندلاند (جزيرة)                                |
| 47°25′N 55°0′W / 47.417°N 55.000°W | Fortune Bay               | |
| 47°30′N 55°0′W / 47.500°N 55.000°W | كندا                      | نيوفاوندلاند واللابرادور — Burin Peninsula on the جزيرة نيوفاوندلاند (جزيرة)                                    |
| 47°17′N 55°0′W / 47.283°N 55.000°W | المحيط الأطلسي            | |
| 6°0′N 55°0′W / 6.000°N 55.000°W    | سورينام                   | مرورا بشرق باراماريبو                                                                                           |
| 2°35′N 55°0′W / 2.583°N 55.000°W   | البرازيل                  | بارا ماتو غروسو — من 9°33′S 55°0′W / 9.550°S 55.000°W ماتو غروسو دو سول — من 17°38′S 55°0′W / 17.633°S 55.000°W |
| 23°57′S 55°0′W / 23.950°S 55.000°W | باراغواي                  | |
| 26°47′S 55°0′W / 26.783°S 55.000°W | الأرجنتين                 | |
| 27°47′S 55°0′W / 27.783°S 55.000°W | البرازيل                  | ريو غراندي دو سول                                                                                               |
| 31°18′S 55°0′W / 31.300°S 55.000°W | الأوروغواي                | |
| 34°55′S 55°0′W / 34.917°S 55.000°W | المحيط الأطلسي            | |
| 60°0′S 55°0′W / 60.000°S 55.000°W  | المحيط الجنوبي            | |
| 61°2′S 55°0′W / 61.033°S 55.000°W  | جزر جنوب شيتلاند          | جزيرة الفيل — المطالب الإقليمية بالقارة القطبية الجنوبية by الأرجنتين, تشيلي و المملكة المتحدة                  |
| 61°8′S 55°0′W / 61.133°S 55.000°W  | المحيط الجنوبي            | مرورا بشرق جزيرة جوينفيل، القارة القطبية الجنوبية (في 63°18′S 55°1′W / 63.300°S 55.017°W)                       |
| 76°30′S 55°0′W / 76.500°S 55.000°W | القارة القطبية الجنوبية   | Territory المطالب الإقليمية بالقارة القطبية الجنوبية by الأرجنتين, تشيلي و المملكة المتحدة                      |